# Eugène Lavieille

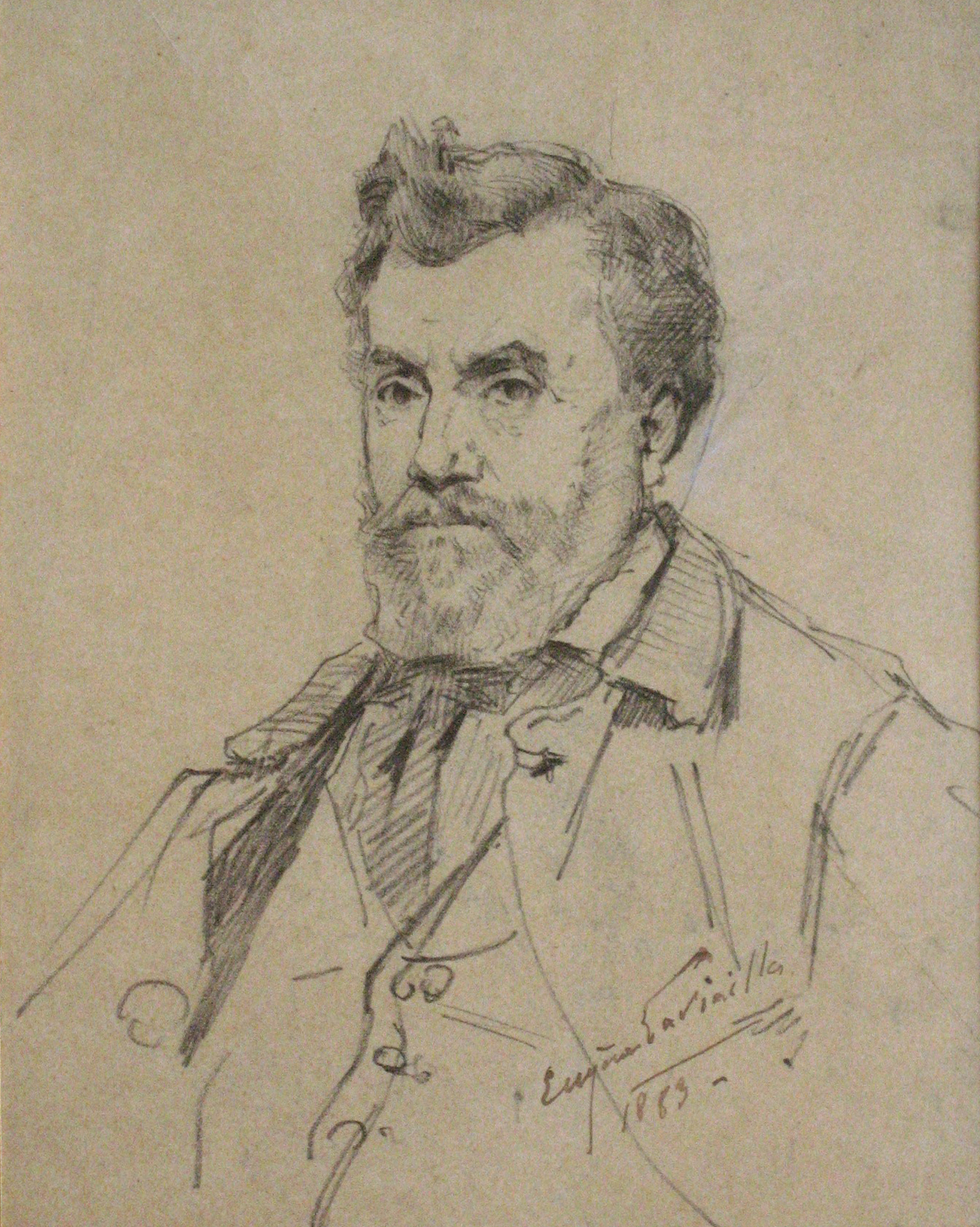
Eugène Lavieille Autorretrato 1883

Eugène Lavieille, nacido el 29 de noviembre de 1820 en París donde murió el 8 de enero de 1889, fue un pintor paisajista francés.

## Biografía

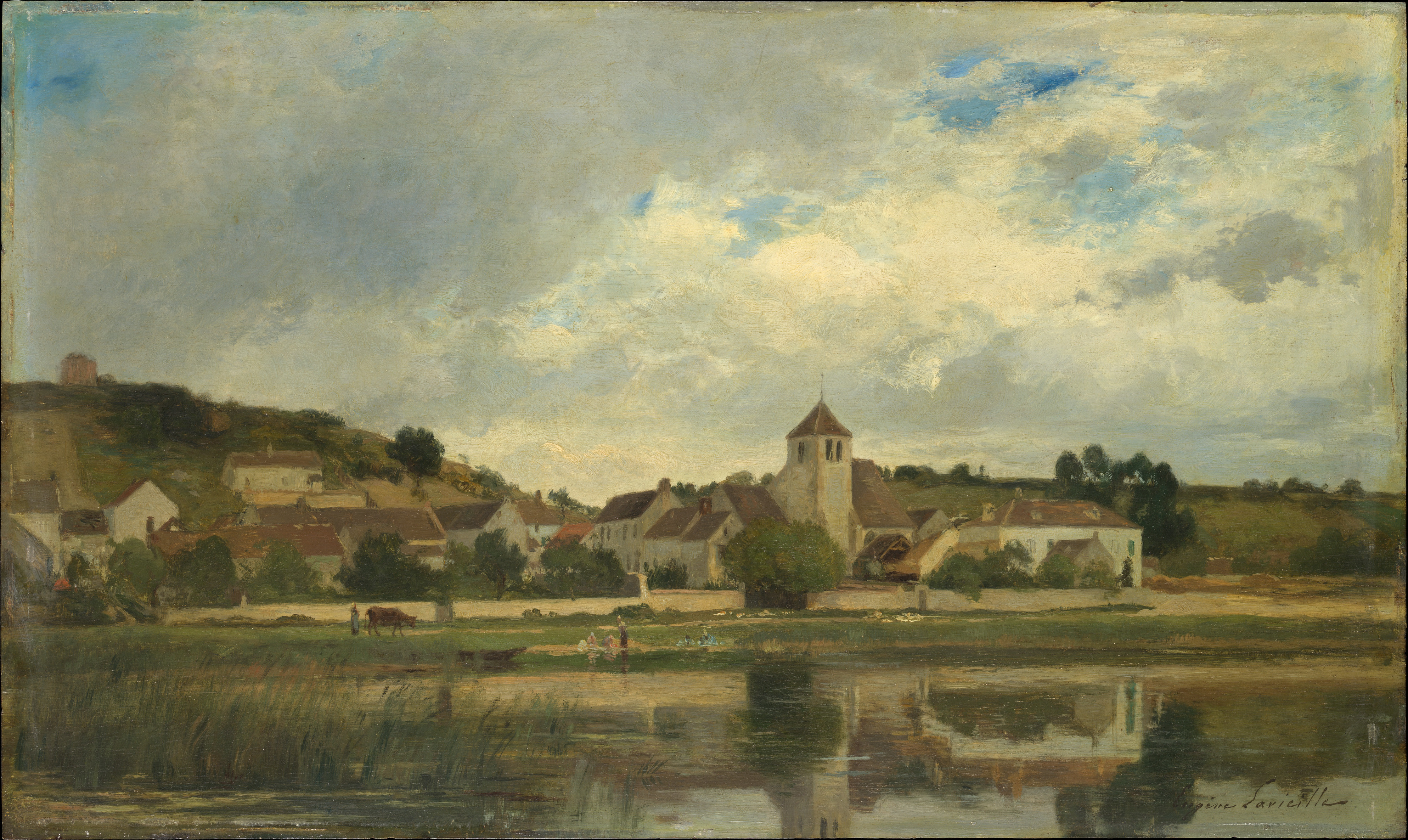
The Village of La Celle-sous-Moret MET

Hijo de un tapicero y hermano menor del futuro grabador en madera Jacques Adrien Lavieille (1818-1862), Eugène Lavieille comenzó a trabajar como pintor decorativo. Atraído sin embargo por el arte, se presentó en 1841 en el estudio de Corot, quien lo aceptó, y del cual se convirtió en uno de los mejores y más fieles discípulos y amigos. Eugène Lavieille pronto se dedicó exclusivamente a la pintura. Se casó en 1847, pero habiendo muerto su esposa en 1848, poco después del nacimiento de su hijo Adrien, se volvió a casar en 1852 y siguió su nueva carrera a pesar de las dificultades financieras.
Amante de la naturaleza, pintaba al aire libre y en todos los climas. Los temas de sus pinturas son los árboles, los bosques, los campos y los estanques, las granjas y las calles de las aldeas, los bordes de los ríos, los barcos en la orilla y las costas planas de la región de Berck, ciertos sitios como el castillo de Pierrefonds (Oise), La Ferté-Milon. Evoca la vida del campo, con los campesinos trabajando en el campo o conduciendo rebaños, las vacas pastando o cruzando un vado, ciervos y venados en el bosque. Pinta en invierno, o de noche, y se hará pintor de cielos tristes y de nieve, porque, en verdad, tiene un arte notable de plasmar esta atmósfera de los meses de diciembre y enero, con los árboles desnudos, los cielos grises y la iluminación particular de esta época del año, y es un pintor de la noche, porque capta las luces de la noche de una manera impactante. Pero también pinta la primavera, los árboles en flor, los cielos azules claros salpicados de nubes ligeras. De hecho, su paleta es muy amplia y muy variada, evoluciona a lo largo de los años, y sus pinturas pueden ser muy luminosas. También es necesario detenerse en sus dibujos, de gran calidad, de gran certeza de trazo, realizados con gran delicadeza.
Alrededor de 1847, Eugène Lavieille pintó con el Grupo de L'Isle-Adam. En 1852 se fue a vivir a Barbizon, donde permaneció durante unos cuatro años, y participó en la Escuela de Barbizon. A partir de entonces, pintará en La Ferté-Milon y sus alrededores, donde vive de 1856 a 1859 (y donde volverá), Ville-d'Avray, en la Perche en Normandía, en la costa vasca, en Seine-et -Marne cerca de Moret-sur-Loing y al final de su vida en Courpalay. Pintó también en Montmartre, a partir de 1848, donde volvería y se instalaría.
Está en estrecho contacto con los pintores de su tiempo: además de Corot, con Jean-François Millet, Théodore Rousseau, Charles-François Daubigny, Diaz de la Peňa, Constant Troyon, Jules Dupré, Félix Ziem, Antoine Chintreuil, Léon Brunel-Rocque, Frédéric Henriet, Honoré Daumier, y con el literato Charles Asselineau. También con los fotógrafos Nadar y Étienne Carjat, que le retratarán ambos.
Su primera participación en el Salón data de 1844. Posteriormente, participó en muchos Salones o exposiciones, especialmente en provincias. Un cierto número de sus pinturas fueron adquiridas, en vida o posteriormente, por el Estado o los ayuntamientos, y ahora se encuentran en museos de la región de París o de las provincias (Marsella, Lille, Moulins, Dijon, Nantes, Melun, Guéret, Alençon, Rouen, Grenoble), y en el extranjero (Cambridge, Museo Metropolitano de Arte de Nueva York). Críticos de arte como Charles Baudelaire y Théophile Gautier se interesaron cada vez más por él y fue cada vez más reconocido. Así, fue nombrado Caballero de la Legión de Honor en 1878, tras la exposición de La Nuit à La Celle-sous-Moret, cuadro adquirido por el Estado, conservado en el museo de Melun. Vivía de la venta de sus cuadros, especialmente por las ventas que organiza.
Sin embargo, pagará con su salud el haber pintado al aire libre, cualquiera que fuera el clima, y sus difíciles condiciones de vida, y murió en 1889. A su muerte, aún quedaban más de doscientos cuadros en su estudio, una parte de su obra, que es muy vasta.
Su vocación de pintor será continuada por dos de sus hijos, su hijo Adrien Lavieille (1848-1920), paisajista como él, su hija Marie Ernestine, nacida en 1852, luego casada con el escultor Charles Georges Ferville-Suan, y más tarde su nieta Andrée Lavieille.
Está enterrado en el cementerio de Saint-Vincent de Montmartre, en la 12.ª división.

## Colecciones públicas

### En Francia
- Alençon, museo de bellas artes y encaje : Noche de verano, en Moret-sur-Loing (Salón de los artistas franceses, 1885)
- Museo Departamental de la Escuela de Barbizon : Barbizon bajo la nieve durante el invierno de 1855 [1]
- Beauvais, museo departamental de Oise : El Gorge-aux-Loups (Bosque de Fontainebleau) [2][3]
- Museo de Bellas Artes de Carcasona : Vista de Rocher-Brûlée (bosque de Fontainebleau) [4]
- Chantilly, museo Condé:[5]
  - Fontainebleau : abedules y pinos, 1873[6]
  - Fontainebleau : ciervo descansando bajo un bosque, 1873[6]
- Chamarande, Archivos Departamentales, Consejo General de Essonne : Vista del castillo de Chamarande
- Compiègne, museo Antoine Vivenel  : Vista del castillo de Pierrefonds [7]
- Dijon, Museo Magnin : Atardecer en Précy-à-Mont [8]
- Museo de Bellas Artes de Dole :
  - Camino en los prados [9]
  - Lavadero bajo los árboles, otoño [10]
  - El pueblo en otoño [11]
- Colección de la Ciudad de Fontainebleau :
  - Estanque en el bosque [12]
  - Mañana de mayo, Bosque de Fontainebleau, Salón de 1877[12]
  - Los desenterradores [12]
- Museo de Grenoble : Noche en Courpalay, Salón de 1888[13]
- Museo del Senado de Guéret : Les Fougères, bosque, Salón de 1870
- La Ferté-Milon, museo Jean-Racine : Vista de La Ferté-Milon [14]
- Palacio de Bellas Artes de Lille : Vista tomada en la meseta de Bellecroix, Salón de 1850
- L'Isle-Adam, museo Louis Senlecq : La cantera de L'Isle-Adam [15]
- Museo de Bellas Artes de Marsella :
  - Efecto puesta de sol
  - Los últimos rayos del sol
- Museo de Melun : La noche de La Celle-sous-Moret, Salón de 1878[16]
- Montauban, Museo Ingres : Aurora [17]
- Museo de Moulins : La punta de la isla de Saint-Ouen
- Museo de Arte de Nantes :
  - Una tarde de septiembre en el bosque de Fontainebleau, Salón de 1874
  - Una tarde de invierno, Salón de 1875
- Museo de Arte e Historia de Narbona : Vacas cruzando un vado, al anochecer, Salón de 1869[18]
- Museo de Bellas Artes de Orleans : Entrada al bosque de Voré en Libero (Orne)
- París, Museo Carnavalet : Vista de Montmartre en 1848 [19]
- Riom, Museo Mandet : Otoño, recuerdo de Normandía, Salón de 1865
- Museo de Bellas Artes de Rouen : Salida de la luna (Una inundación del Corbione en Bretoncelles, Orne), Salón de 1881
- Museo del Dominio Departamental de Sceaux : La llanura de Saint-Ouen y Saint-Denis vista desde el estudio del pintor, rue Sainte Rustique Montmartre, 1864[20]
- Museo de Bellas Artes de Troyes : Paisaje
- Museo de Bellas Artes de Valencia : Joven frente a una estufa

### En otros países
- Cambridge, Museo Fitzwilliam : En los muelles del Sena en Lévy, 1884,[21][22]
- Nueva York, Museo Metropolitano de Arte : El pueblo de La Celle-sous-Moret,[23][24]

## Salones
- Salons
  - 1844 : Paysage, site de Fontainebleau
  - 1845 : Vue prise à Radepont, dans la vallée de l'Andelle (Eure)
  - 1848: Un soir : souvenir de la vallée de l'Andelle, Radepont (Eure) ; Verger, vue prise à Tancarville (Seine-Inférieure) ; Cabane de pêcheur, vue prise à Tancarville (Seine-Inférieure)
  - 1849 : Un soir (18 décembre 1848) ; Après l'orage; souvenir de Fontainebleau ; Vue prise au plateau de Marlotte
  - 1850 : Vue prise au plateau de Belle-Croix (forêt de Fontainebleau) ;  Hangar à Savigny-sur-Orge  ; Vue prise au carrefour de l'Épine (forêt de Fontainebleau) ; Vue prise à Montmartre ; Étude; Gorge-aux-Loups (Fontainebleau)
  - 1852 : Intérieur de forêt; vue prise à Fontainebleau
  - 1853 : Entrée de Barbizon par la porte aux Vaches; forêt de Fontainebleau ; Intérieur de cour à Barbizon, près Fontainebleau
  - 1855 : Barbizon; paysage ; Barbizon; janvier 1855
  - 1857 : Soleil couchant; une crue en décembre ; Paysage; après-midi
  - 1859 : Un soir aux étangs de Bourcq (Aisne) ; L'étang et la ferme de Bourcq: lisière de la forêt de Villers-Cotterets (Aisne) ; Le hameau de Buchez; route de La Ferté-Milon à Longpont (Aisne) ; Les ruines du château de La Ferté-Milon ; À Précy-à-Mont (Oise)
  - 1861 : Une matinée des premiers jours de mai, lisière de forêt à Villers-Cotterets ; Octobre. La route de Waban à Berck (Pas-de-Calais) ; Décembre. Les derniers rayons à Précy-à-Mont (Oise)
  - 1863 : Souvenir de Pierrecourt (Seine-Inférieure) ; Une soirée d'octobre à Lardy (Seine-et-Oise)
  - 1864 : Matinée d'avril; souvenir d'un bois près La Ferté-Milon (Aisne) ; Soirée de janvier; souvenir du chemin de Pierrecourt à Nelle-Normandeuse
  - 1865 : Le printemps; souvenir des environs de La Ferté-Milon (Aisne) ; L’automne; souvenir de Normandie
  - 1866 : La pointe de l'île Saint-Ouen; effet du soir
  - 1868 : La route de Waban par un temps de neige ; Les bouleaux
  - 1869 : La fenaison; matin ; Vaches traversant un gué, le soir. Souvenir des marais de la Bresle, à Nesle
  - 1870 : Pacage normand ; Les fougères; forêt ; Pierrefonds en 1858, côté ouest; aquarelle ; Pierrefonds en 1858, côté nord; aquarelle
  - 1872 : La moisson à l'heure de midi
  - 1873 : Crépuscule, en hiver, à Arsy (Oise)
  - 1874 : Le château de Chamarande (Seine-et-Oise) ; Une soirée de septembre dans la forêt de Fontainebleau
  - 1875 : Un soir d'hiver
  - 1876 : L'aurore ; Le crépuscule
  - 1877 : Une matinée de mai; - forêt de Fontainebleau
  - 1878 : La nuit; - La Celle-sous-Moret-sur-Loing (Seine-et-Marne)
  - 1879 : Bouleaux au rocher Besnard; - forêt de Fontainebleau ; La Maison-Rouge, au Perreux (Seine)
  - 1880 : Une nuit d'octobre, sur le pont de la Corbionne, à Moustiers-au-Perche (Orne) ; Au Libero (Perche)
- Salon des artistes français 
  - 1881 : Crue de la Corbionne à Bretoncelles (Orne)
  - 1882 : Entrée de la forêt de Voré au Libéro (Orne); automne ; Les Sablons près Moret-sur-Loing (Seine-et-Marne); la nuit
  - 1885 : Nuit d'été, à Moret-sur-Loing
  - 1886 : L'hiver; - montée des Coulineries au Libero; - Moutiers-au-Perche
  - 1888 : La nuit; - à Courpalay (Seine-et-Marne) ; Le repos de la terre; - premières neiges, à Courpalay (Seine-et-Marne)
  - 1889 : Entrée de la forêt de Voré, par le Libero (Orne)
- Exposition universelle
  - 1855 : Barbizon, paysage ; Barbizon.
  - 1862 (Londres) : Effet de neige à Pierrecourt (Seine-Inférieure)
  - 1867 (Paris) : Souvenir de Pierrecourt (Seine-Inférieure); effet de neige ; Souvenir de l’inondation de 1862
  - 1878 (Paris) : L'aurore ; Le crépuscule ; Une matinée de mai; - forêt de Fontainebleau
- Salon à Dijon
  - 1858 : Paysage, une crue en décembre
- Salon à Lille
  - 1866 : Vue prise à La Ferté-Milon ; Matinée de juin
- Salon à Lyon
  - 1855-1856 : Barbizon, paysage
  - 1858 : Paysage, une crue en décembre
  - 1866 : Paysage
- Salon à Marseille
  - 1859 : Paysage
  - 1865 : Le printemps; souvenir de La Ferté-Milon

## Alumnos
- Eugène Berthelon[25]
- Jacques Alfred Brielman[26]
- Marie Ernestine Lavieille
- Émile-Justin Merlot[25]
- Léon Michelez
- Edmond-Adolphe Rudaux[26]
- Friedrich Albert Schmidt[27]

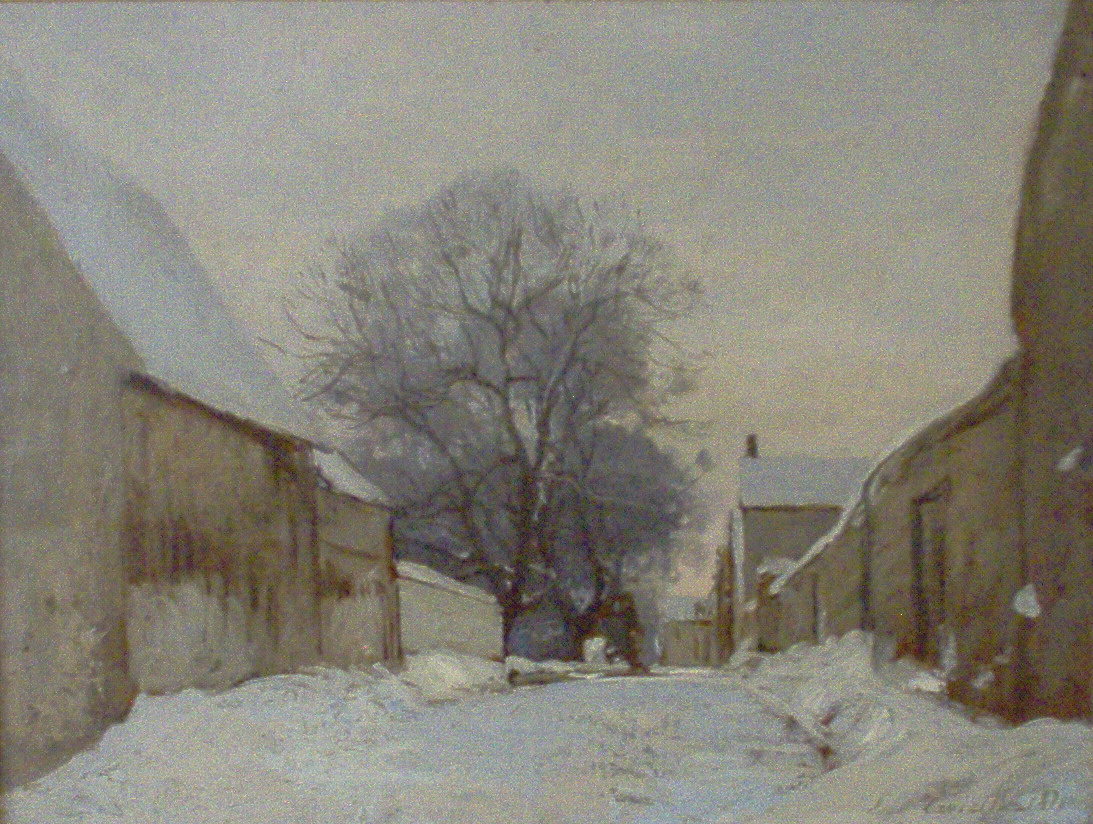
Paisaje nevado, 1871.
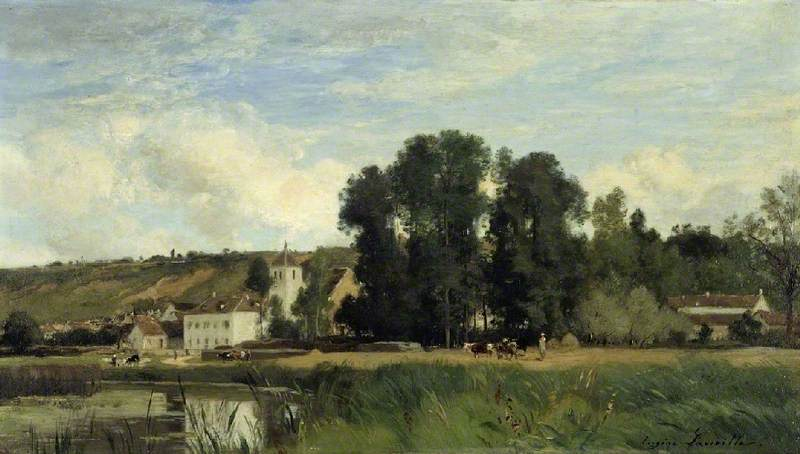
A orillas del Sena en Lévy, 1884.
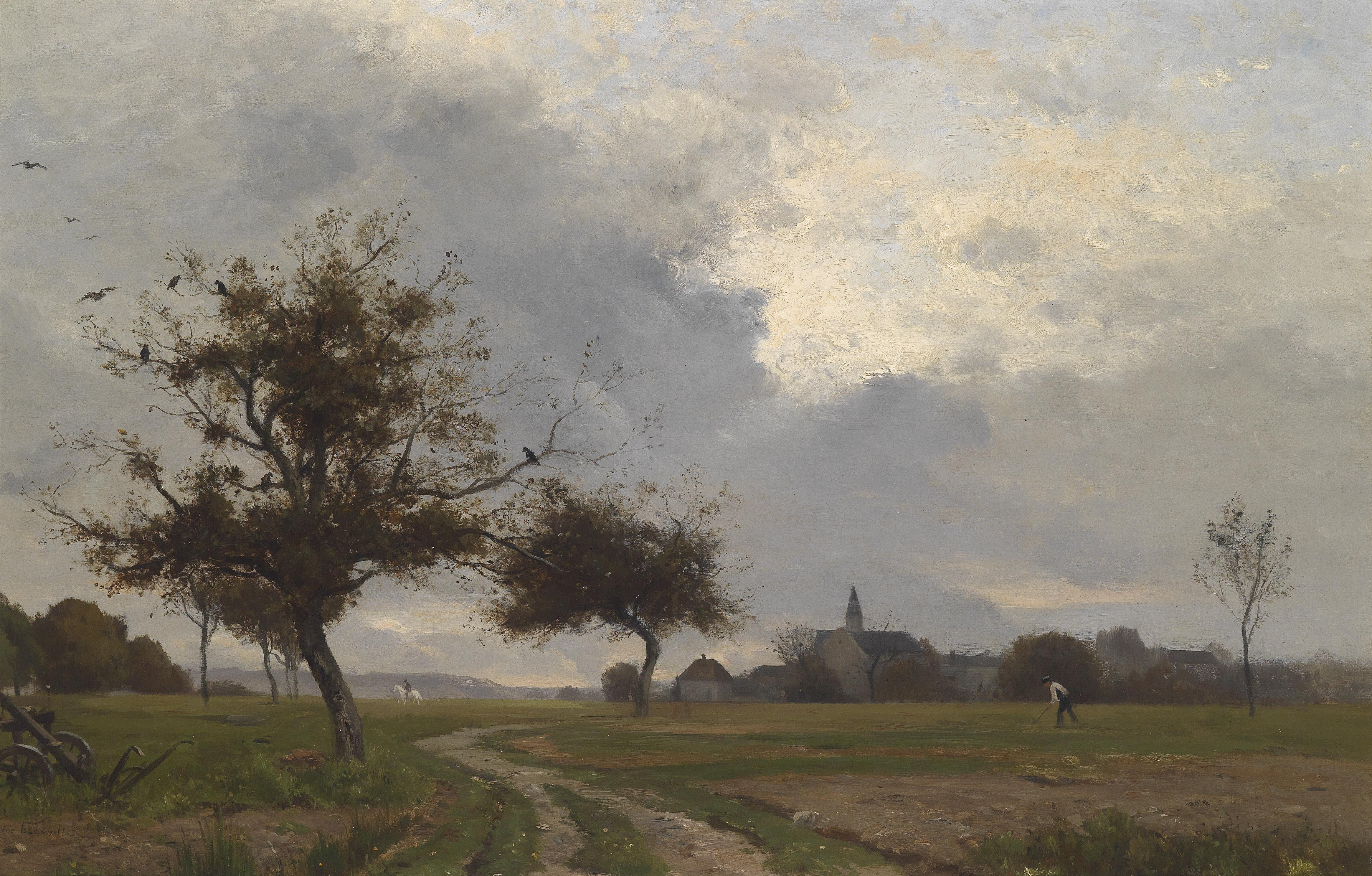
1889.

### Iconografía
- Autorretrato, 1883, carboncillo